# Liste de prénoms espagnols
- Haut – A
- B
- C
- D
- E
- F
- G
- H
- I
- J
- K
- L
- M
- N
- O
- P
- Q
- R
- S
- T
- U
- V
- W
- X
- Y
- Z

## A
- Abelardo
- Absalón
- Abundio
- Acisclo
- Adán
- Adela
- Adelaida
- Aditi
- Adolfo
- Adoración
- Adriana
- Africa
- Agamenón
- Agatá
- Agatoclio
- Agapito
- Agripina
- Agueda
- Agustín
- Ainara
- Ainhoa
- Aitana
- Aladino
- Alarico
- Alba
- Albano
- Alberta
- Albertina
- Alberto
- Albino
- Aldo
- Alegría
- Alejandra
- Alejandro
- Alejo
- Alfonsina
- Alfonso
- Alfredo
- Alicia
- Almudena
- Alonso
- Altagracia
- Alvaro
- Amada
- Amadea
- Amadeo
- Amado
- Amador
- Amalia
- Amancio
- Amanda
- Amaranta
- Amaya
- Ambrosio
- Amelia
- América
- Américo
- Amílcar
- Amparo
- Ana
- Ander
- Andres
- Angela
- Ángeles
- Angélica
- Angustias
- Anita (de)
- Anselmo
- Antonia
- Antonio
- Anunciación
- Apolinar
- Apolo
- Apolonio
- Aquiles
- Araceli
- Aránzazu
- Argimiro
- Ariadna
- Armando
- Arnaldo
- Arnulfo
- Arquimedes
- Arturo
- Asunción
- Augurio
- Augusto
- Aurelia
- Aureliano
- Aurelio
- Aurora
- Ausencia
- Ausencio
- Avelino
- Azahara

## B
- Balbino
- Baldomero
- Balduino
- Barbara
- Basilio
- Bautista
- Beato
- Begoña
- Beltràn
- Benedicta
- Benedicto
- Benigno
- Benito
- Benjamín
- Berengario
- Berenguela
- Bernarda
- Bernardino
- Bernardo
- Berto
- Bienvenido
- Blanca
- Blas
- Blasa
- Bonifacio
- Borja
- Braulio
- Brígida
- Briseida
- Bruno

## C
- Calixto
- Camila
- Camilo
- Cancio
- Candelaria
- Candido
- Canuto
- Caridad
- Carlos
- Carlota
- Carmela
- Carmelo
- Carmen
- Carmina
- Carolina
- Casia
- Casio
- Casiodoro
- Casimiro
- Casto
- Catalina (en)
- Catarina
- Cayetana
- Cayetano
- Cayo
- Cecilia
- Cecilio
- Ceferino
- Celedonio
- Celestino
- Celia
- Celso
- Cilia
- Cipriano
- Ciriaco
- Cirilo
- Ciro
- Clara
- Claudia
- Claudio
- Clemente
- Clementina
- Columbano
- Concepción
- Conrado
- Consolación
- Constancia
- Constancio
- Constantino
- Consuela
- Consuelo
- Convadonga
- Cornelia
- Cornelio
- Cosme
- Crescencia
- Crescencio
- Cristián
- Cristiano
- Cristina
- Cristóbal
- Cuan
- Cunegunda

## D
- Dalmacio
- Damya
- Dámaso
- Daniela
- Dardo
- Dayanara
- Demetria
- Deodato
- Deogracias
- Desiderio
- Deyanira
- Diana
- Diego
- Dimas
- Dobromiro
- Dolores
- Domingo
- Donata
- Donato
- Dorotea
- Doroteo

## E
- Edelmira
- Edelmiro
- Edmundo
- Eduardo
- Edurne
- Egidio
- Elena
- Eleuterio
- Elisa
- Eliseo
- Eloísa
- Elvira
- Emerico
- Emeterio
- Emigdio
- Emilia
- Emiliano
- Emilio
- Emanuela
- Encarnación
- Engracia
- Enrique
- Enriqueta
- Erasmo
- Ernesto
- Escarlata
- Esdras
- Esmeralda
- Espartaco
- Esperanza
- Esteban
- Estebana
- Estefania
- Estela
- Etelfrido
- Ethelbaldo
- Eulogio
- Eustacio
- Eustaquio
- Eva
- Evangelista
- Evaristo

## F
- Fabián
- Fabiana
- Fabia
- Fabio
- Fabiola
- Fabricia
- Fabricio
- Facundo
- Faustino
- Fausto
- Federica
- Federico
- Felicia
- Feliciano
- Felicidad
- Felícitas
- Felipe
- Feliz
- Fermín
- Fernanda
- Fernando
- Fidel
- Flor
- Florencia
- Florencio
- Florentino
- Floriana
- Floriano
- Fortunato
- Francina
- Francisca
- Francisco
- Fructuoso
- Fulgencio

## G
- Gabino
- Gabriela
- Gaudencio
- Gema
- Gerardo
- Germán
- Germana
- Germano
- Gilberto
- Ginebra
- Gisela
- Gloria (en)
- Godofredo
- Gonzalez
- Gonzalo
- Gracia
- Graciela
- Gregorio
- Guadalupe
- Guido
- Guillèn
- Guillermo
- Gumaro
- Gumersinda
- Gumersindo
- Gustavo
- Guzmán

## H
- Haroldo
- Heraclio
- Heriberto
- Hermenegildo
- Herodes
- Higinio
- Hilaria
- Hilario
- Homobono
- Honorato
- Honorio
- Horacio
- Hormisdas
- Hortensia
- Huberto
- Hugo
- Humberto

## I
- Idoya
- Ignacio
- Imelda
- Iñaki
- Indalecio

Inés
- Íñigo
- Iria
- Isabela
- Isidora
- Itziar
- iero

## J
- Jacinto
- Jacobo
- Jaime
- Jairo
- Javier
- Javiera
- Jenaro
- Jerónimo
- Jesus
- Jimena
- Joaquín
- Joaquina
- Jorge
- Jorgelina
- Joseba
- Josefa
- Josefina
- José (en)
- José Ángel
- José Maria
- Josmar
- Juan (en)
- Jovita
- Juana
- Juanelo
- Juantxo
- Julia
- Julian
- Juliana
- Julio
- Juliano
- Julieta
- Justina
- Justino

## L
- Laia
- Laura
- Laureano
- Lautaro
- Lazaro
- Lea
- Leonardo
- Leonora
- Leopoldo
- Leticia
- Lina
- Lisandro
- Llacolén
- Lola
- Lope
- Lorenzo
- Lucas
- Lucía
- Luciana
- Lucio
- Lucrecia
- Ludovico
- Luis
- Luisa
- Luna
- Lupe
- Lupita
- Lurdes
- Luz
- laurna

## M
- Macarena (en)
- Magdalena
- Malena
- Mamerto
- Manola
- Manolita
- Manolo
- Manuel
- Manuela
- Manuelita
- Marcela
- Marcelina
- Marcelino
- Marcelo
- Marcos
- Margarita
- María
- María Amparo
- María Angustias
- María Belén
- María Candelaria
- María Caridad
- María Cinta
- María de Fátima
- María de Gracia
- María de Lourdes
- María de Regla
- María de la Almudena
- María de la Asunción
- María de la Cabeza
- María de la Caridad
- María de la Cinta
- María de la Concepción
- María de la Consolación
- María de la Cruz
- María de la Cueva
- María de la Encarnación
- María de la Esclavitud
- María de la Esperanza
- María de la Fe
- María de la Gloria
- María de la Luz
- María de la Merced
- María de la Natividad
- María de la O
- María de la Paloma
- María de la Paz
- María de la Piedad
- María de la Salud
- María de la Soledad
- María de la Trinidad
- María de la Visitación
- María de las Angustias
- María de las Mercedes
- María de las Nieves
- María de las Virtudes
- María de los Ángeles
- María de los Desamparados
- María de los Milagros
- María de los Reyes
- María del Amparo
- María del Camino
- María del Carmen
- María del Dulce Nombre
- María del Mar
- María del Milagro
- María del Monte
- María del Olvido
- María del Patrocinio
- María del Pilar
- María del Pino
- María del Rocío
- María del Rosario
- María del Sacramento
- María del Sagrario
- María del Socorro
- María del Tránsito
- María Elena
- María Fátima
- María Gracia
- María Guadalupe
- María Inmaculada
- María Jesús
- María Lourdes
- Maria Luisa
- María Patrocinio
- María Perpétua
- María Magdalena
- María Misericordia
- María Monserrat
- María Paloma
- María Piedad
- María Purificación
- María Reyes
- María Sonsoles
- María Trinidad
- María Victoria
- María Virtudes
- Mariana
- Mariano
- Maribel
- Maricruz
- Mariela
- Mario
- Marina
- Marisol
- Marta
- Martín
- Martina
- Mateo
- Matea
- Mauricio
- Maxima
- Maximiliano
- Máximo
- Medardo
- Melania
- Melisa
- Mencia
- Mercedes
- Meritxell
- Micaela
- Miguel
- Miguela
- Milagro
- Millaray
- Miqueas
- Miranda
- Mireya
- Mirian
- Modesto
- Mónica
- Monja
- Montserrat
- Moana

## N
- Nacho
- Natalia
- Natalio
- Nayra
- Nepomuceno
- Nerea
- Neryza
- Norberto
- Núria

## O
- Ofelia
- Olivio
- Olvido
- Osvaldo

## P
- Pablo (en)
- Palma (en)
- Paloma
- Paqui
- Pascasio
- Pascual
- Pascuala
- Pastora
- Patricia
- Patricio
- Patrocinio
- Paula (en)
- Paulina (en)
- Paulino (en)
- Paulo (en)
- Paz
- Pedro
- Pepito
- Petra
- Pilar
- Presentación
- Primitivo
- Priscila
- Prisciliano
- Prudencio
- Publio
- Purificación

## R
- Rafaela
- Raimunda
- Raimundo
- Ramiro
- Ramona
- Ramon
- Raquel
- Raúl
- Remigio
- Renata
- Renato
- Ricardo
- Rigoberto
- Rita
- Roberta
- Roberto
- Rocío
- Rodolfo
- Rodrigo
- Rogelio
- Roque
- Rosa
- Rosalba
- Rosalía
- Rosalinda
- Rosana
- Rosario
- Rosendo
- Ruben
- Rùth

## S
- Saga
- Sabrina
- Salva
- Salvador
- Sancha
- Sancho
- Santana
- Santiago
- Santos
- Saúl
- Senén
- Serena
- Sergio
- Sidonio
- Silverio
- Silvia
- Silvio
- Soledad
- Sonsoles

## T
- Taciana
- Tadeo
- Teodora
- Teofilo
- Teresa
- Titania
- Tiberio
- Timoteo
- Tito
- Togarma
- Triana
- Tuastri
- Tulio
- Toño

## U
- Ubaldo
- Urbano
- Urias
- Urraca
- Urso
- Úrsula

## V
- Valentina
- Valeria
- Valme
- Vega
- Vera
- Verónica
- Vicenta
- Vicente
- Victor
- Victoria
- Victoriana
- Victoriano
- Violante
- Violeta
- Virgilio
- Virginia

## X
- Xiomara
- Xóchitl
- Xavi

## Y
- Yolanda
- Yiero
- Yero

## Z
- Zeferino
- Zara